# Waffensysteme des 21. Jahrhunderts
Waffensysteme des 21. Jahrhunderts oder „The Upside Down Evolution (Die verkehrte Evolution)“ ist ein Essay von Stanisław Lem, das 1983 auf Deutsch und Englisch erschien, eine polnische Ausgabe folgte 1986.  Die „Waffensysteme“ können zu Lems Texten über fiktive Werke gezählt werden. Ähnlich wie in Die vollkommene Leere schreibt Lem zwar keine Rezension,  stattdessen aber eine Zusammenfassung eines fiktiven Werks aus der Zukunft, welches ihm auf nicht näher erläuterte Weise zugänglich gemacht wurde. Darin wurden die militärische Entwicklung sowie die daraus resultierenden Konflikt- und Kriegsformen des 21. Jahrhunderts beschrieben. Ersten Gebrauch des so erworbenen Wissens habe er bereits in Die Stimme des Herrn gemacht, in welchem ein Zitat des erinnerten Werkes platziert sei. Die Veröffentlichung eines Gedächtnisprotokolls als Science Fiction erschien ihm als gangbarer Weg, einerseits den geheimen Inhalt des Werks preiszugeben, der aber andererseits zuverlässig verhindere, dass die Inhalte für bare Münze genommen werden.
Motive des Textes – die Miniaturisierung des Kriegsgeräts sowie die zunehmende Ununterscheidbarkeit von kriegerischen Akten und zufälligen Zwischenfällen, technischen Fehlern bis hin zu Naturkatastrophen – greift Lem wieder mit der losannischen Kultur und Ethosphäre in Lokaltermin und insbesondere mit Frieden auf Erden auf. 

## Inhalt
Im Kapitel 1, der Vorrede zum eigentlichen Buch, beschreibt Lem, wie er Zugriff auf die „...zu Beginn des 22. Jahrhunderts erschienene dreibändige Ausgabe von Weapon Systems of the Twentyfirst Century or The Upside Down Evolution“ erhalten hatte und erläutert seine Strategie zur gefahrlosen Veröffentlichung der Inhalte. Das zweite Kapitel fasst historisch korrekt zunächst die Entwicklung des atomaren Wettrüstens während des Kalten Krieges sowie die technologische Entwicklung von Atom- und Wasserstoffbomben und ihrer Trägersysteme zusammen, geht dann aber bereits fließend in den fiktiven Teil über, in dem satellitengestützte Laserwerfer zur punktgenauen Vernichtung von Zielen aus dem Erdorbit beschrieben werden.
Im dritten Kapitel umreißt Lem kurz die Entwicklung von Künstlicher Intelligenz, nur um anschließend festzustellen, dass für den militärischen Einsatz gerade Intelligenz nicht vonnöten sei und ein miniaturisierter und verteilter „künstlicher Instinkt“ den Zielen der Kriegsführung deutlich besser entspräche. Im letzten Kapitel beschreibt er, wie es aus dieser Überlegung heraus zur Entwicklung robuster, mit vergleichsweise primitiven Fähigkeiten ausgestatteten synthetischen Insekten oder „Synsekten“ kam. Diese verdrängten die Menschen zunehmend aus der eigentlichen Kriegsführung. 
Weitere Miniaturisierungen veränderten die Form der Kriegsführung vollends. Die Unterscheidung zwischen einer Naturkatastrophe und einem durch Mikroroboter ausgeführten, als Naturereignis getarnten Angriff verschwamm völlig. Absichtliche Sabotage und gewöhnlicher Verschleiß wurden ununterscheidbar. Die Verdrängung der Menschen durch Computer auch in den militärischen Führungsebenen stellten zuletzt sogar die Kontrolle der Mächte über die jeweils eigenen Systeme in Frage. Mit der offenen Frage, ob Abrüstungsverhandlungen in einer beschleunigten technologischen Evolution überhaupt jemals erfolgreich sein könnten oder vielmehr permanent von der jeweils neuen Kriegstechnik überholt werden, bevor sie zu einem Abschluss kommen, endet der Text.